# جيمس ماكراكين
جيمس ماكراكين (بالإنجليزية: James McCracken)‏ هو مغني أوبرا ومغني وموسيقي أمريكي، ولد في 16 ديسمبر 1926 في غاري في الولايات المتحدة، وتوفي في 29 أبريل 1988 في نيويورك في الولايات المتحدة.

## وصلات خارجية
- جيمس ماكراكين على موقع الموسوعة البريطانية (الإنجليزية)
- جيمس ماكراكين على موقع ميوزك برينز (الإنجليزية)
- جيمس ماكراكين على موقع إن إن دي بي (الإنجليزية)
- جيمس ماكراكين على موقع أول ميوزيك (الإنجليزية)
- جيمس ماكراكين على موقع ديسكوغز (الإنجليزية)